# أيوب مشهور
أيوب مشهور (مواليد 14 يونيو 1995) لاعب كرة قدم قطري يجيد اللعب في خط الوسط مع نادي لوسيل.

## مسيرة اللاعب
لعب في السد و الشمال و الشحانية و لوسيل و معيذر و مسيمير.

## روابط خارجية
- أيوب مشهور على موقع Soccerway.com (الإنجليزية)